# Montemignaio
Montemignaio là một đô thị ở tỉnh Arezzo trong vùng Toscana, tọa lạc khoảng 30 km về phía đông của Florence và khoảng 35 km về phía tây bắc của Arezzo. Tại thời điểm ngày 31 tháng 12 năm 2004, đô thị này có dân số 578 người và diện tích là 26,1 km².
Montemignaio giáp các đô thị sau: Castel San Niccolò, Pelago, Pratovecchio, Reggello, Rufina.